# Parafia Matki Bożej Nieustającej Pomocy w Tomaszowie Mazowieckim
Parafia pod wezwaniem Matki Bożej Nieustającej Pomocy w Tomaszowie Mazowieckim – parafia rzymskokatolicka w diecezji radomskiej, dekanacie tomaszowskim. Parafia znajduje się we wschodniej dzielnicy Tomaszowa Mazowieckiego – Ludwikowie.

## Historia
Parafia została erygowana 30 czerwca 1987 roku przez bp. Edwarda Materskiego. Obejmuje dzielnicę Ludwików. Kościół parafialny został zbudowany w latach 1990–1994 staraniem ks. Zbigniewa Kowalczyka (sen.) i parafian. Kościół zaprojektował arch. Aleksy Dworczak oraz konstr. Janusz Frey. 25 grudnia 1994 roku poświęcił kościół bp Edward Materski, a konsekracji dokonał bp Adam Odzimek 28 czerwca 2009 roku.
Przy parafii swoją działalność prowadzą: Koło Żywego Różańca, schola.

## Zasięg parafii
Do parafii należy część Tomaszowa Mazowieckiego obejmująca ulice: Adama, Aliny, Andrzeja, Anny, Barbary, Bartłomieja, Białobrzeska (nr. parzyste), Bogumiła, Celiny, Cezarego, Damazego, Danuty, Długa, Edwarda, Elżbiety, Flory, Grażyny, Grzegorza, Haliny, Henryka, Ireny, Ignacego, Jadwigi, Jerzego, Jolanty, Joanny, Kamila, Katarzyny, Kopalna, Kwarcowa, Lecha, Lucyny, Ludwikowska, Łucji, Łukasza, Macieja, Magdaleny, Modrzewskiego, Nikodema, Odkrywkowa, Olgi, Pauliny, Pawła, Romana, Robotnicza, Smardzewicka, Stefana, Sypka, Szklarska, Szymanówek, Teresy, Tomasza, Utrata, Wacława, Wiśniowa, Ziemowita, Źródlana, Żwirowa.

## Proboszczowie
- 1985–1986 – ks. Jan Urbaniak
- 1986–1988 – ks. Józef Tępiński
- od 1988 – ks. Zbigniew Kowalczyk (sen.)